# طوفان في بلاد البعث
طوفان في بلاد البعث فيلم وثائقي سوري من إخراج المخرج السوري عمر أميرالاي، يتناول الفيلم الآثار المترتبة على سياسات حزب البعث في سورية دون إدلاء أيّ تعليق أو انتقاد، يعرض الفيلم الآثار المدمّرة على قرية الماشي الصغيرة -التابعة إداريّاً لمحافظة حلب منطقة منبج والتي تبعد عن مدينة دمشق 400 كم شمالاً- بعد بناء سد الفرات، يبدأ الفيلم بإيقاع بطيئ عارضاً مقابلات مع طلاب ومعلمين وحتى مسؤولين حكوميّين يقومون بتلاوة شعارات تمدح الرئيس القائد وتمجّد حزب البعث، يعد الفيلم إدانة قاسية للنظام السوري من خلال تصويره للآثار الاقتصاديّة والاجتماعيّة الكارثيّة المدمرة التي لحقت بالمجتمع السوري بعد 35 عاماً من حكم البعث. طوفان في بلاد البعث وكمعظم أعمال المخرج عمر أميرالاي محظور في سورية.

## روابط خارجيّة
- طوفان في بلاد البعث على موقع IMDb (الإنجليزية)
- طوفان في بلاد البعث على موقع روتن توميتوز (الإنجليزية)
- طوفان في بلاد البعث على موقع Turner Classic Movies (الإنجليزية)
- طوفان في بلاد البعث على موقع أول موفي (الإنجليزية)
- طوفان في بلاد البعث على موقع فيلمافينيتي (الإسبانية)
- طوفان في بلاد البعث على موقع قاعدة بيانات الفيلم (الإنجليزية)
- طوفان في بلاد البعث على موقع ليتربوكسد (الإنجليزية)
- طوفان في بلاد البعث على موقع كينوبويسك (الروسية)
- شاهد الفيلم الوثائقي طوفان في بلاد البعث كاملاً على موقع العربية نت